# Diga di Tucuruí
La diga di Tucuruí è una diga a gravità in cemento che si trova sul fiume Tocantins nello stato del Pará, in Brasile. Lo scopo principale della diga è la produzione di energia elettrica e la massima capacità di produzione della centrale è di 8.370  MW ed è attualmente una delle dighe più grandi del mondo e una delle più grandi centrali idroelettriche del mondo.

## Storia e costruzione
I primi studi per la costruzione di una centrale idroelettrica sul fiume Tocantins risalgono alla fine degli anni '60 e si susseguirono per i primi anni '70 fino a quando, nel 1974, sotto il governo di Ernesto Geisel, fu approvato il progetto della diga di Tucuruí.
La costruzione iniziò nel 1975 e i lavori durarono fino al 1984 quando, il 6 settembre, iniziò a riempirsi il bacino idrico che impiegò 206 giorni prima di raggiungere il suo livello finale. La diga fu finita 3 anni dopo la data prevista e i costi salirono dai preventivati 3,6 miliardi di dollari ad oltre 5,5.
Importanti lavori di ammodernamento partirono nel 1998 e si conclusero nel 2010 con la realizzazione di un nuovo locale turbine e il completamento delle strutture necessarie per la navigazione.

## Caratteristiche tecniche
La sezione principale della diga è lunga 6,9 chilometri, e aggiungendo i terrapieni la lunghezza complessiva della diga arriva a 12.515 metri. Il bacino artificiale creatosi a monte della diga ha una capacità di 45 km3 e che occupa una superficie di 2.850 km2.
La centrale ospita 12  Turbine Francis di una potenza di 330  MW, 11 da 375 MW, più altri 2 generatori ausiliari da 20 MW l'uno.

## Critiche e controversie
Sebbene la diga fornisca energia elettrice a più di 13 milioni di persone, ben il 60% dell'energia prodotta viene consumato da industrie pesanti. La creazione del bacino artificiale comportò lo sfollamento di 25-35.000 persone; la successiva migrazione verso la zona provocò un aumento dei casi di malaria e AIDS e ha provocato anche un aumento della deforestazione.